# Itanemertes nonatoi
Itanemertes nonatoi är en djurart som tillhör fylumet slemmaskar, och som beskrevs av Corrêa 1957. Itanemertes nonatoi ingår i släktet Itanemertes och familjen Tetrastemmatidae. Inga underarter finns listade i Catalogue of Life.